# Association nationale des croix de guerre et de la valeur militaire
L’association nationale des croix de guerre et de la valeur militaire (ANCGVM) est une association nationale française, fondée en 1919 à la fin de la Première Guerre mondiale pour rassembler dans un même esprit « croix de guerre et valeur militaire » les personnes physiques et les personnes morales (communes, unités militaires et institutions civiles) ayant fait l'objet d'une citation comportant l'attribution d'une croix de guerre (1914-1918, 1939-1945 ou TOE), de la croix de la Valeur militaire, de la médaille de la Gendarmerie nationale ou de la médaille d'or de la Défense nationale pour citation sans croix.

## Historique

### Première guerre mondiale

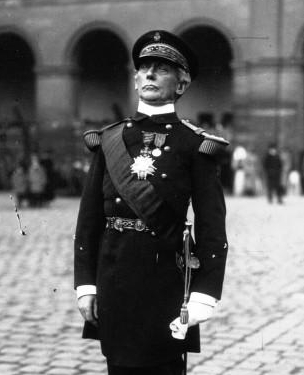
Le vice-amiral Émile Guépratte en 1925

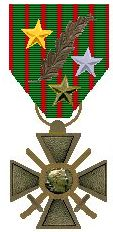
1915 Croix de guerre 1914-1918

L'association dénommée Association amicale des croix de guerre est fondée à Paris le 16 septembre 1919 par le vice-amiral Émile Guépratte, qui s'était illustré en 1915 lors des opérations navales de la Bataille des Dardanelles.
L'association est née à la suite de la création de la croix de guerre le 8 avril 1915, décoration destinée à récompenser les belles actions réalisées durant la première guerre mondiale. par les soldats et unités militaires des trois armées mais également des villes et des institutions civiles.
L'association accueille à la fois les personnes décorées mais aussi les unités militaires, les villes et les institutions civiles.
L'ANCGVM est régie selon la loi du 1er juillet 1901. Elle se présente sous la forme d'une amicale à caractère mutualiste orientée vers l'aide sociale en faveur des combattants.
Approuvée par les ministères français de la Guerre et de la Marine, elle est placée sous le Haut patronage du président de la République française et du roi des Belges, Albert Ier, signant simultanément l'arrêté royal créant la croix de guerre du Royaume de Belgique.
Elle a son siège à Paris en l'Hôtel national des Invalides.

### Théâtres d'opérations extérieurs

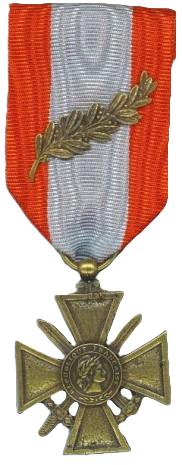
1921 Croix de guerre des Théâtres d'opérations extérieurs

L'association s'ouvre en 1921 aux titulaires de la croix de guerre des Théâtres d'opérations extérieurs, à la suite de la création de cette nouvelle croix de guerre. Elle récompense les actions d'éclat des militaires français cités, engagés sur des théâtres d'opérations extérieurs à la métropole, comme les opérations en Syrie, en Palestine, à Constantinople, au Maroc, en AOF, en AEF.
Elle sera de nouveau attribuée plus tard lors des conflits qui jalonneront le vingtième siècle, pendant la guerre d'Indochine au Corps expéditionnaire français en Extrême Orient (CEFEO), durant la Guerre de Corée au bataillon français de l'ONU, plus récemment en 1991 à l'issue de la Guerre du Golfe, puis également en 1999 durant la première phase des opérations au Kosovo.
Tout comme la croix de guerre, elle peut être décernée à des unités militaires pouvant également rejoindre l'association.
En 1930, l'association procède à la refondation de ses statuts qui prend la dénomination d'Association nationale des croix de guerre. L'association change à la fois son titre et son organisation. À l'exemple de la Société de secours de la Légion d'honneur elle comprend un conseil national présidé par le vice-amiral Émile Guépratte, et des groupes régionaux.
Le vice-amiral Emile Guépratte présidera l'association jusqu'à sa mort en 1939.

### Seconde guerre mondiale

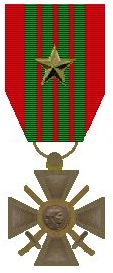
1944 Croix de guerre 1939-1945

En 1940 l'association est mise en sommeil par l'occupant mais reste sous la présidence du général Augustin-Eugène Mariaux, ancien vice-président, Gouverneur des Invalides et directeur du Musée de l'Armée, qui maintient pendant quatre ans les structures centrales.
La croix de guerre 1939-1945 est instituée par décret-loi du 26 septembre 1939 à l'initiative du Président du conseil et ministre de la guerre Edouard Daladier. Confirmée par ordonnance du 7 janvier 1944, cette nouvelle croix de guerre récompense les actions d'éclat réalisées lors des opérations de guerre durant la seconde guerre mondiale. Les titulaires de cette croix de guerre peuvent alors rejoindre l'Association nationale des croix de guerre.
A l'instar de la croix de Guerre 1914-1918, des unités militaires, des communes et des institutions seront décorées. Elles peuvent également rejoindre l'association.
En 1947, le célèbre chanteur d'opéra baryton-basse de l'Opéra de Paris, Charles Cambon, crée pour l'Association nationale des croix de guerre, Le Chant des Croix de Guerre, une marche  en hommage au général de division Antoine Rodes, gouverneur des Invalides et président d'honneur de l'association.

### Conflits post deuxième Guerre mondiale
La croix de guerre des Théâtres d'opérations extérieurs fut à nouveau attribuée lors des opérations d'Indochine de 1946 à 1954, à Madagascar de 1958 à 1960, aux opérations de l'Organisation des Nations Unies en Corée de 1950 à 1953, et pour les opérations relatives à l'expédition de Suez en 1956.
Alphonse Juin, maréchal de France, écrit en 1955 à l'occasion du 40e anniversaire de la création de la croix de guerre : « Lorsque dans notre pays on parle de courage et de grandeur, c'est vers les croix de guerre que se tournent les regards. » Le 18 septembre 1958 le Président de la République française René Coty écrit à l'occasion du 40e anniversaire de la Victoire 1914-18, « Je remercie de tout cœur l'association nationale des croix de guerre d'appeler les français à se souvenir et à méditer ».

### Afrique du nord

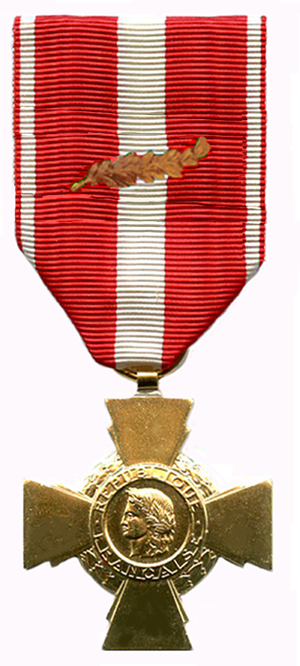
1956 Croix de la Valeur Militaire

En 1956, est créée la médaille de la valeur militaire remplacée rapidement au mois d'octobre 1956 par la croix de la Valeur militaire, pour récompenser les actions d'éclats lors des opérations de sécurité et de maintien de l'ordre en Afrique du Nord.
L'association prend alors l'appellation d'Association nationale des croix de guerre et des décorés de la valeur militaire.
Le ministre de la Défense, Maurice Bourgès-Maunoury écrit le 20 avril 1957 : "la croix de la valeur militaire peut être assimilée à la croix de guerre et ceux qui la reçoivent peuvent être admis au sein de l'association nationale".
L'association nationale est reconnue d'utilité publique par le décret du 22 avril 1963.
Elle prend le nom en 1967 d'Association nationale des croix de guerre et de la valeur militaire.

L'association refonde ses statuts en 1979 pour se conformer à la législation en vigueur et pour prendre en compte désormais, la diversité de ses membres.

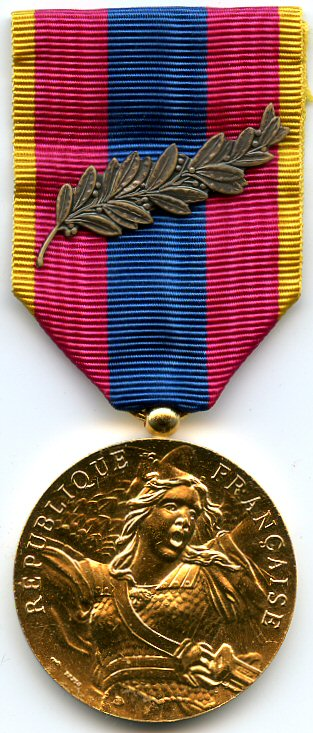
2004 Médaille d'or de la Défense nationale pour citation sans croix

### Opérations extérieures et intérieures d'aujourd'hui
Par décret no 2004-624 du 25 juin 2004, la médaille de la Défense nationale, échelon or sans agrafe, peut être décernée pour une citation sans croix lorsqu'un militaire s'est distingué à l'occasion d'une action comportant un risque aggravé. Disposition étendue en 2014, lorsqu'un membre d'équipage de sous-marin nucléaire lanceur d'engins s'est distingué à l'occasion d'une action en service sous-marin à la mer au sein de la force océanique stratégique et en 2019 aux militaires qui se sont distingués à l'occasion d'une action en service accomplie au sein des forces aériennes stratégiques. Les titulaires de la médaille d'or de la Défense nationale pour citation sans croix peuvent désormais rejoindre l'association.

2004 Médaille de la Gendarmerie Nationale avec citation.

Avec le décret no 2004-733 du 26 juillet 2004 modifiant le décret no 49-1219 du 5 septembre 1949 portant création de la médaille de la Gendarmerie nationale, les personnels de la gendarmerie nationale, cités à l'ordre de la gendarmerie, comportant l'attribution de la médaille de la Gendarmerie nationale avec citation, peuvent désormais rejoindre l'association.
En 2011, l'attribution de la croix de la valeur militaire est étendue aux unités militaires. Le 11 novembre 2011 sont décorées de la croix de la Valeur militaire les premières unités pour leurs actions en opérations extérieures. Ces unités peuvent désormais rejoindre l'association.

### Centenaire 1919-2019
L'association nationale des croix de Guerre et de la Valeur militaire a célébré son Centenaire le 10 octobre 2019 en l'Hôtel national des Invalides. Madame Geneviève Darrieussecq, secrétaire d'état auprès de la Ministre des armées déclare à propos de l'association : "Gardienne des valeurs comme le courage et l'engagement, elle promeut auprès des jeunes générations des modèles de citoyenneté et de dévouement". La musique de la Garde Républicaine, réunie au complet dans la Cour d'honneur de l'Hôtel national des Invalides, a interprété à cette occasion Le Chant des croix de Guerre.

## Comité d'honneur

### Mémoire du Comité d'honneur
Au comité d'honneur se sont succédé d'éminentes personnalités civiles et militaires, dont : [réf. souhaitée]
- 1920 : Maurice Barrès (1862-1923), député, écrivain, journaliste, membre de l'Académie française (1906), initiateur de la croix de guerre,
- 1920 : Georges Bonnefous (1867-1956), député, ancien ministre, auteur de la loi instituant la croix de guerre,
- 1920 : les Maréchaux Sir Douglas Haig (1861-1928) (Grande Bretagne), John Pershing (1860-1948) (Etats-Unis d'Amérique), Joseph Joffre (1852-1931), Ferdinand Foch (1851-1929) et Philippe Pétain (1856-1951), artisans de la Victoire,
- 1920 : Général de division Pierre Berdoulat (1861-1930), gouverneur militaire de Paris (1919-1923), Grand-croix de la Légion d'honneur, croix de Guerre 1914-1918,
- 1933 : Edouard Daladier (1884-1970), Président du Conseil (1933, 1938-1940) et Ministre de la Guerre (1933-1934), à l'initiative de la création de la croix de Guerre 1939-1940, Chevalier de la Légion d'honneur, croix de Guerre 1914-1918,
- 1939 : Général de division Victor-René Boëlle (1850-1942), Grand-croix de la Légion d'honneur, croix de Guerre 1914-1918,
- 1944 : Général de division Antoine Rodes (1870-1951), gouverneur des Invalides (1944), Grand-croix de la Légion d'honneur, croix de Guerre 1914-1918, croix de Guerre 1939-1945,
- 1951 : Général d'armée aérienne Jean Houdemon (1885-1960), gouverneur des Invalides (1951), Grand-croix de la Légion d'honneur, croix de Guerre 1914-1918, croix de Guerre 1939-1945,
- 1952 : Général d'armée Alphonse Juin (1888-1967), Maréchal de France (1952), chef d'état-major de la Défense nationale (1944-1947), membre de l'Académie française (1952), Grand-croix de la Légion d'honneur, Médaille militaire, croix de Guerre 1914-1918, croix de Guerre 1939-1945, croix de Guerre des Théâtres d'opérations extérieurs,
- 1962 : Général de corps d'armée Raoul Magrin-Vernerey dit Ralph Monclar (1892-1964), gouverneur des Invalides (1962), Grand-croix de la Légion d'honneur, Compagnon de la Libération, croix de guerre 1914-1918, croix de Guerre 1939-1945, croix de Guerre des Théâtres d'opérations extérieurs, médaille de la Résistance française avec rosette,
- 1964 : Général de brigade Jacques de Grancey (1894-1973), gouverneur des Invalides (1964), Grand-croix de la Légion d'honneur, croix de Guerre 1914-1918, croix de Guerre des TOE, croix de Guerre 1939-1945, médaille de la Résistance,
- 1973 : Général d'armée Gabriel de Galbert (1912-2001), gouverneur des Invalides (1973), Grand-croix de la Légion d'honneur, Grand-croix de l'Ordre national du Mérite, croix de Guerre 1939-1945, croix de la Valeur militaire,
- 1986 : Général d'armée Fernand Gambiez (1903-1989), Grand-croix de la Légion d'honneur, croix de Guerre 1939-1945, croix de Guerre des Théâtres d'opérations extérieurs, croix de la Valeur militaire,
- 1990 : Général d'armée Jacques Servranckx (1928-2017), Président de l'association nationale du Souvenir français (1992-1997), Grand-croix de la Légion d'honneur, croix de Guerre des Théâtres d'opérations extérieurs, croix de la Valeur militaire,
- 2009 : Général de Gendarmerie Louis Beaudonnet (1923-2014), Président de la section de Maisons-Alfort, Grand-officier de la Légion d'honneur, Grand-croix de l'Ordre national du Mérite, croix de Guerre 1939-1945, croix de Guerre des Théâtres d'opérations extérieurs, croix de la Valeur militaire,
- 2010 : Général de corps d'armée Jean Combette[21] (1925-2015), Président du Comité de la flamme sous l'Arc de triomphe, ayant la charge de raviver la flamme du tombeau du Soldat inconnu, Grand-croix de la Légion d'honneur, Grand-croix de l'Ordre national du Mérite, croix de Guerre 1939-1945, croix de Guerre des Théâtres d'opérations extérieurs, croix de la Valeur militaire.
- 2018 : Médecin général inspecteur Jean-Louis André, (1946-2024), Inspecteur des services chirurgicaux du service de santé des armées (2007-2009), Chevalier de la Légion d'honneur, Commandeur de l'ordre national du Mérite, croix de la Valeur militaire.

Présidents de la République française, chefs des armées :
- 1959 : Charles de Gaulle (1890-1970), Président de la République française (1959-1969), Grand-croix de la Légion d'honneur, Compagnon de la Libération, Grand-croix de l'Ordre national du Mérite, croix de Guerre 1914-1918, croix de Guerre des Théâtres d'opérations extérieurs, croix de Guerre 1939-1945.
- 1969 : Georges Pompidou (1911-1974), Président de la République française (1969-1974), Grand-croix de la Légion d'honneur, Grand-croix de l'Ordre national du Mérite, croix de Guerre 1939-1945.
- 1974 : Valéry Giscard d'Estaing (1926-2020), Président de la République française (1974-1981), membre du Conseil constitutionnel (1981), membre de l'Académie française (2004), Grand-croix de la Légion d'honneur, Grand-croix de l'Ordre national du Mérite, croix de Guerre 1939-1945.
- 1977 : Jacques Chirac (1932-2019), Président de la République française (1995-2007), membre du Conseil constitutionnel (2007), Maire de Paris (1977-1995), Grand-croix de la Légion d'honneur, Grand-croix de l'Ordre national du Mérite, croix de la Valeur militaire.

### Le Comité d'honneur aujourd'hui

#### Membres de droit
- 2009 : Général de division Jacques Larchet, ancien président national (2004-2009), président d'honneur[22], croix de Guerre des Théâtres d'opérations extérieurs,
- 2016 : Chef d'escadrons François Castanier, ancien président national (2009-2016), président d'honneur[23], croix de la Valeur militaire,

#### Membres élus
- 2016 : Général d'armée Bertrand Ract Madoux, chef d'état-major de l'Armée de terre (2011-2014) et gouverneur des Invalides (2014-2017), croix de la Valeur militaire,
- 2019 : Général d'armée aérienne Stéphane Abrial, chef d'état-major de l'Armée de l'air (2006-2009), Commandant suprême allié pour la transformation au sein de l'OTAN (2009-2012), et président du conseil d'administration du Musée de l'Air et de l'Espace, croix de Guerre des Théâtres d'opérations extérieurs,
- 2017 : Amiral Alain Oudot de Dainville, chef d'état-major de la Marine (2005-2008), croix de la Valeur militaire,
- 2017 : Général d'armée Denis Favier, directeur général de la gendarmerie nationale (2013-2016), croix de la Valeur militaire, Médaille de la Gendarmerie nationale,
- 2016 : La Ville de Paris, capitale, Compagnon de la Libération, décorée des croix de guerre 1914-1918 et 1939-1945, ville marraine du porte-avions R91 "Charles de Gaulle" de la Marine nationale, dont le fanion est décoré de la croix de la Valeur militaire avec palme,

Grandes armes de la Ville de Paris

- 2019 : Monsieur Renaud Denoix de Saint-Marc, vice-Président du Conseil d'État honoraire (1995-2006), membre du Conseil constitutionnel (2007-2016), croix de la Valeur militaire.

## Présidents nationaux successifs

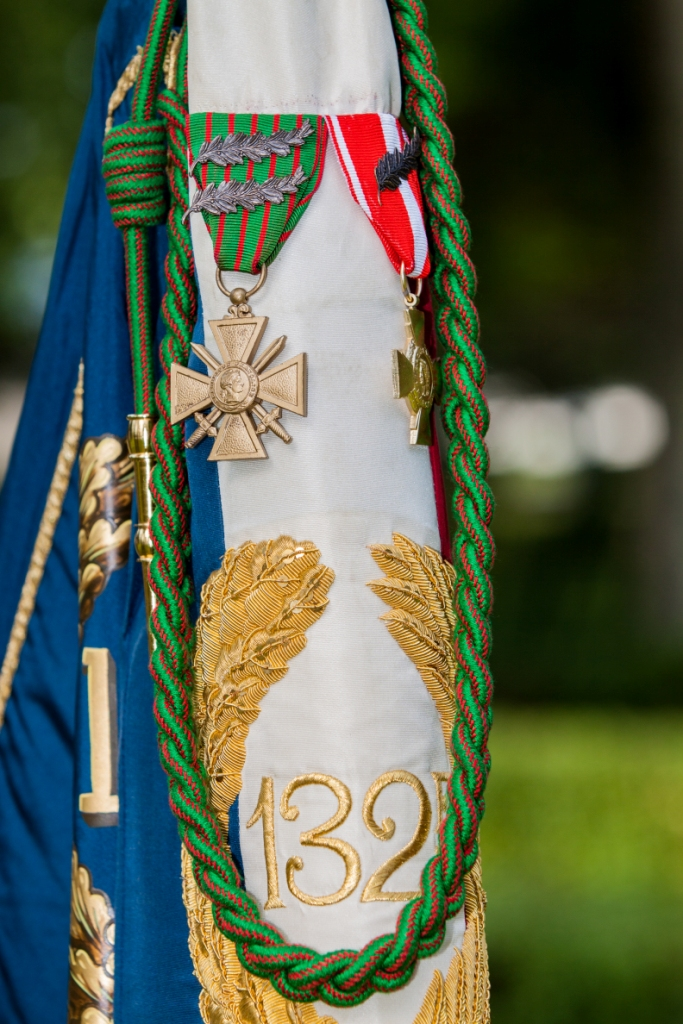
Drapeau du 132e régiment d'infanterie.

Depuis sa création, se sont succédé :
- 1919-1939 : Vice-amiral Émile Guépratte (1856-1939), Fondateur, Président général, Grand-croix de la Légion d'honneur, croix de Guerre 1914-1918,
- 1919-1924 : Général Charles-Arthur Maitrot (1849-1924), Président, Grand-officier de la Légion d'honneur, croix de Guerre 1914-1918,
- 1939-1944 : Général Augustin-Eugène Mariaux (1864-1944), gouverneur des Invalides (1941), président général, Grand-croix de la Légion d’honneur, croix de Guerre 1914-1918,
- 1945-1956 : Colonel Pierre Avia (1888-1956), président général, officier de la Légion d'honneur, croix de Guerre 1914-1918, croix de Guerre 1939-1945, médaille de la Résistance,
- 1956-1969 : Général de corps d’armée Henry Martin (1888-1984), président général, président d'honneur, Grand-croix de la Légion d’honneur, croix de Guerre 1914-1918, croix de Guerre des Théâtres d'opérations extérieurs, croix de Guerre 1939-1945,
- 1969-1984 : Général de corps d'armée Pierre Dejussieu-Pontcarral (1898-1984), président national[24], président d'honneur, Grand-croix de la Légion d’honneur, Compagnon de la Libération, Médaille militaire, croix de Guerre 1914-1918, croix de Guerre 1939-1945, médaille de la Résistance avec rosette,
- 1984-1991 : Général Yves Chevalier de Lauzières (1921-2003), président national[25], président honoraire[26], commandeur de la Légion d'honneur, croix de Guerre 1939-1945, croix de la Valeur militaire, médaille de la Résistance,
- 1991-2004 : Général Pierre Richard (1923-2012), président national[26], président d'honneur[27], commandeur de la Légion d'honneur, commandeur de l'Ordre national du Mérite, croix de Guerre 1939-1945, croix de Guerre des Théâtres d'opérations extérieurs, croix de la Valeur militaire,
- 2004-2009 : Général de division Jacques Larchet, président national[27], président d'honneur[22], officier de la Légion d'honneur, commandeur de l'Ordre national du Mérite, croix de Guerre des Théâtres d'opérations extérieurs,
- 2009-2016 : Chef d'escadrons François Castanier, président national[22], président d'honneur[28], officier de la Légion d'honneur, commandeur de l'Ordre national du Mérite, croix de la Valeur militaire,
- Depuis 2016 : Colonel Michel Bachette-Peyrade, président national[23].

## L'ANCGVM aujourd'hui

### La marque du courage
L’association nationale des croix de guerre et de la valeur militaire représente aujourd'hui, à travers ses quarante sections départementales ou régionales, en France métropolitaine ou d'outre-mer et à l'étranger, le rassemblement de militaires et anciens militaires quel que soit leur grade, appartenant à l'armée de terre, l'armée de l'air et de l'espace, la marine nationale ou à la Gendarmerie nationale, de tous les conflits et opérations extérieures, où sont engagées les armées françaises, titulaires d'une ou plusieurs citations. Ces citations constituent la marque du courage. Les citations comportent l'attribution d'une des décorations suivantes :
- Croix de Guerre 1939-1945
- Croix de Guerre des Théâtres d'opérations extérieurs (TOE)
- Croix de la Valeur militaire
- Médaille de la Gendarmerie nationale avec citation
- Médaille d'or de la Défense nationale pour citation sans croix

L'association nationale cultive la mémoire des combattants de la première guerre mondiale décorés de la croix de Guerre 1914-1918.
Sa devise : "Courage et Grandeur".

### Les personnes morales décorées
Elle représente aussi le rassemblement de personnes morales décorées :
- Villes et villages décorés des croix de Guerre 1914-18 et/ou 1939-45
- Unités militaires, de l'armée de Terre, de la Marine, de l'armée de l'Air et de l'Espace, et de la Gendarmerie, décorées des croix de Guerre 1914-18, 1939-45, des TOE, de la croix de la Valeur militaire et/ou de la médaille d'or de la Défense nationale pour citation.
- Institutions civiles, grandes écoles civiles, administrations, organisations civiles et professionnelles, entreprises, décorées des croix de Guerre 1914-18, 1939-45 ou TOE.

### L'esprit "croix de guerre et valeur militaire"
C'est enfin la défense de l'esprit "Croix de guerre et valeur militaire", "La marque du courage" et des traditions patriotiques que l'association transmet aux plus jeunes générations.
Le siège national de l'association demeure en l'Hôtel national des Invalides au côté des associations nationales rassemblant les membres de l'Ordre de la Légion d'honneur, de la Médaille Militaire et de l'Ordre national du Mérite, ainsi que les amis du musée de l'Ordre de la Libération.
L'association est affiliée à la Fédération nationale André Maginot.

### Revue "Croix de Guerre et Valeur Militaire"
La revue Croix de guerre & Valeur militaire est éditée par l'ANCGVM sur une périodicité trimestrielle. Par conventions avec le Service historique de la Défense et l'Ecole de Guerre, la revue publie des articles de stratégie et d'histoire de haut niveau, ainsi que de nombreux historiques de grands soldats et personnes morales (Unités militaires, villes ou institutions civiles) décorés.

## Publications
- 1955 - La Croix de guerre a 40 ans, 1915-1955[34], ouvrage publié par l'Association nationale des croix de guerre, textes réunis par le lieutenant-colonel Pierre-Jean Lyet.
- 1957 - 40e anniversaire de la Bataille de Verdun[35], ouvrage publié par l'Association nationale des croix de guerre, écrit par le lieutenant-colonel Pierre-Jean Lyet et J.G. Tridon, administrateur de l'Association nationale des croix de guerre, préfacé par Monsieur René Coty, Président de la République.
- 1958 - 40e anniversaire de la Victoire 1914-1918[36], ouvrage collectif publié à l'occasion du 40e anniversaire de la fin de la guerre 1914-1918, écrit en collaboration avec le Service historique de l'Armée, préfacé par Monsieur René Coty, président de la République et un avant-propos d'Alphonse Juin, Maréchal de France.
- 1959 - Verdun, the battle for freedom, fortieth anniversary[37], American order of the Association nationale des croix de guerre of France.
- 1983 - Les Croix de Guerre - Hymne aux Anciens, disque 33 tours enregistré par la Batterie-Fanfare de la Garde républicaine, sous la direction du commandant Bernard Gallais, inscrit au répertoire national des marches militaires, chanté par Jean Brazzi, chanteur d'Opéra, paroles de Renée-Claude Bernet, déportée et résistante, et musique de Cathia de Léone, compositrice.
- 1985 - La Croix de Guerre 1914-1918[38], ouvrage collectif publié à l'occasion du 70e anniversaire de la création de la croix de Guerre, préfacé par le général Yves Chevalier de Lauzières, président national de l'Association nationale des croix de guerre et de la valeur militaire.
- 2005 - La Marque du Courage[39], ouvrage publié à l'occasion du 90e anniversaire de la création de la croix de Guerre. Ouvrage collectif écrit en collaboration avec le Service historique de la Défense, préfacé par Monsieur Jacques Chirac, président de la République et un avant-propos du général de division Jacques Larchet, président national de l'Association nationale des croix de guerre et de la valeur militaire.
- 2011 - Ordres et Décorations, ouvrage collectif publié à l'occasion de la création du "Jardin des décorations " de la ville de Massy (Essonne), sous la direction du général Guy Bourdeau, préfacé par Monsieur Vincent Delahaye, Sénateur-maire de Massy (Essonne)[40].
- 2015 - Croix de Guerre et Valeur Militaire, Symboles du Brave[41], brochure publiée à l'occasion du 100e anniversaire de la création de la croix de Guerre, préfacée par le chef d'escadrons (H) François Castanier, président national de l'Association nationale des croix de guerre et de la valeur militaire.
- 2016 - "Honneur aux Braves !", La Croix de guerre[42], brochure accompagnant l'exposition itinérante "Honneur aux Braves !, La Croix de Guerre", inaugurée le 14 mars 2016 à Paris au Château de Vincennes[43]. Ouvrage préfacé par le général d'armée Benoît Puga, Grand-chancelier de la Légion d'honneur, et un avant propos de Monsieur Jean-François Dubos, conservateur de la bibliothèque du Service Historique de la Défense, commissaire de l'exposition.
- 2016 - La Croix de la Valeur militaire[44], brochure publiée à l'occasion du 60e anniversaire de la création de la croix de la Valeur militaire, réalisée en collaboration avec le Service historique de la Défense, préfacée par le général d'armée Pierre de Villiers, chef d'état-major des armées.
- 2018 - Honneur de la cité, cités à l'honneur, villes et villages décorés des deux guerres mondiales[45]. Actes de la journée d'étude consacrée aux villes décorées au cours des deux guerres mondiales, qui s'est tenue le 18 octobre 2018 à Bar-le-Duc, à l'invitation du Conseil départemental de la Meuse[46], ouvrage collectif écrit en collaboration avec le Service historique de la Défense, préfacé par le général d'armée Benoît Puga, Grand-chancelier de la Légion d'honneur, et un avant-propos de M. François Baroin, président de l'Association des maires de France, et du colonel (H) Michel Bachette-Peyrade, président national de l'Association nationale des croix de guerre et de la valeur militaire.
- 2021 - La Croix de Guerre des Théâtres d'Opérations Extérieurs[47], brochure publiée à l'occasion du 100e anniversaire de la création de la croix de Guerre des Théâtres d'opérations extérieurs, réalisée en collaboration avec le Service historique de la Défense, préfacée par le général d'armée François Lecointre, chef d'état-major des armées.
- 2022 - Les 14 grandes écoles civiles décorées de la Croix de Guerre[48], recueil de 14 articles du colonel (H) Pierre Castillon, consacrés aux écoles civiles décorées de la croix de guerre, publiés de 2018 à 2022 dans la revue "Croix de Guerre & Valeur Militaire "[32]. Le recueil a été présenté lors de la journée d'étude "La Marque du Courage - Les Institutions civiles décorées de la Croix de Guerre", qui s'est tenue le 30 juin 2022 à Paris, à l'invitation de l'Institut National du Service Public (INSP).
- 2024 - La Marque du courage - les institutions civiles décorées de la croix de guerre[49]. Actes de la journée d'étude consacrée aux institutions civiles décorées de la croix de guerre, qui s'est tenue le 30 juin 2022 à Paris, à l'invitation de l'Institut National du Service Public (INSP). Ouvrage collectif écrit en collaboration avec le Service historique de la Défense, préfacé par Madame Patricia Mirallès, Secrétaire d'Etat auprès du ministre des Armées, chargée des Anciens combattants et de la Mémoire, un avant-propos du colonel (H) Michel Bachette-Peyrade, président national de l'Association nationale des croix de guerre et de la valeur militaire et une conclusion par le général d'armée Benoît Puga, Grand-chancelier de la Légion d'honneur.
- 2024 - Champions sportifs décorés de la croix de guerre[50], brochure accompagnant l'exposition itinérante "Les champions sportifs décorés de la croix de guerre", inaugurée le 25 avril 2024 à Paris au Château de Vincennes à l'occasion de la tenue en France des Jeux olympiques et paralympiques. Brochure préfacée par le colonel (H) Michel Bachette-Peyrade, président national de l'Association nationale des croix de guerre et de la valeur militaire, et un avant propos de Monsieur Michel Bugeaud, administrateur de l'Association nationale des croix de guerre et de la valeur militaire.
- 2024 - Les champions sportifs décorés de la croix de guerre[51], ouvrage collectif sous la direction de Michel Merckel, préfacé par Madame Patricia Mirallès, Secrétaire d'Etat auprès du ministre des Armées, chargée des Anciens combattants et de la Mémoire, et un avant propos du colonel (H) Michel Bachette-Peyrade, président national de l'Association nationale des croix de guerre et de la valeur militaire.

## Liens Externes
- Ressources relatives aux organisations :   - SIREN
  - Répertoire national des associations
- Site officiel
- http://www.cheminsdememoire.gouv.fr/fr/la-croix-de-guerre
- http://www.memoiredeshommes.sga.defense.gouv.fr/
- http://memorialdormans.free.fr/Decorations.htm
- http://www.france-phaleristique.com/
- http://www.servicehistorique.sga.defense.gouv.fr/
- http://www.musique-militaire.fr